# Звєрєв Володимир Павлович
Володимир Павлович Звєрєв (нар. 27 березня 1960, Хабаровськ, Російська РФСР, СРСР) — голова Державної служби спеціального зв'язку та захисту інформації України з 23 березня 2014 до 1 липня 2015 (розпорядження Кабінету Міністрів України № 266-р від 23 березня 2014 року ).

## Життєпис
У 1982 році закінчив з відзнакою та золотою медаллю Київське вище військове інженерне училище зв'язку за спеціальністю «Радіозв'язок».
Кандидат технічних наук (1988 рік), старший науковий співробітник.
Автор понад 150 наукових і навчально-методичних праць з теорії телекомунікацій, спеціального зв'язку та користування радіочастотним ресурсом, має більше 10 авторських свідоцтв та патентів на винаходи.
1982—2000 — служба в армії: 1987—1995 — начальник відділу лабораторії, викладач кафедри радіозв'язку, начальник науково-дослідної лабораторії — заступник начальника науково-дослідного відділу — науково-дослідного центру, заступник начальника наукового центру управління зв'язку, розвідки та радіоелектронної боротьби при Київському вищому військовому інженерному училищі зв'язку. 1995—1998 — докторант Академії ЗС України, докторант Київського військового інституту управління та зв'язку. 1998—2000 — заступник начальника науково-дослідного управління радіоелектронних систем наукового центру Міністерства оборони України. 2000—2001 — генеральний директор ТОВ «Ключові телекомпанії». Грудень 2001 — вересень 2002 — заступник начальника Центру «Укрчастотнагляд» — начальник служби загальних радіочастотних присвоєнь, заступник начальника Центру «Укрчастотнагляд» — начальник Державної інспекції електрозв'язку в Києві та Київській області. Вересень 2002 — вересень 2004 — заступник начальника Управління радіотехнологій та використання радіочастот, начальник Управління координації діяльності операторів зв'язку та ліцензування Державного комітету зв'язку та інформатизації України. Вересень 2004 — листопад 2005 — заступник директора Державного департаменту з питань зв'язку та інформатизації. 11 листопада 2005 — 21 березня 2007 — начальник Державної інспекції зв'язку. 21 березня 2007 — 28 травня 2008 — голова Національної комісії з питань регулювання зв'язку. Травень 2008 — лютий 2011 — член Національної комісії з питань регулювання зв'язку. Вересень 2011 — березень 2012 — помічник голови Державної служби спеціального зв'язку та захисту інформації України. Березень 2012 — березень 2014 — директор підприємства «Логін».

## Сімейний стан
Одружений, має доньку та двох синів.

## Нагороди та звання
Почесний зв'язківець України (2006). Почесна грамота Кабінету Міністрів України (2009). Державний службовець 3-го рангу (липень 2007 року), 2-го рангу (серпень 2009 року).